# Karl von Gareis
 (janvier 2009).
Si vous disposez d'ouvrages ou d'articles de référence ou si vous connaissez des sites web de qualité traitant du thème abordé ici, merci de compléter l'article en donnant les références utiles à sa vérifiabilité et en les liant à la section « Notes et références ».
Pour les articles homonymes, voir Gareis.
Karl von Gareis (24 avril 1844, Bamberg (Royaume de Bavière) ;  15 janvier 1923, Munich) est un juriste allemand.

## Œuvres
- Die Verträge zu gunsten Dritter (1873)
- Das heutige Völkerrecht und der Menschenhandel, eine völkerrechtliche Abhandlung zugleich Ausgebe des deutschen Textes der Verträge vom 20. Dezember 1841 und 29. März 1879. Heymann, Berlin 1879.
- Das deutsche Handelsrecht (1880)
- Allgemeines Staatsrecht (in Handbuch des öffentlichen Rechts. 1883)
- Enzyklopädie und Methodologie der Rechtswissenschaft (1887)
- Institutionen des Völkerrechts (1888)
- Die Landgüterordnung Kaiser Karls Des Grossen (Capitulare de Villis Vel Curtis Imperii) (1895) (lire en ligne)
- Das Recht am menschlichen Körper (1900)